# ミゲル・ゲレイロ
ミゲル・ゲレイロ（Miguel Guerreiro、1998年11月21日 - ）は、ポルトガル、日本で活動する歌手である。ミゲル・ガーレイロとも表記される。ポルトガル・セトゥーバル県出身。所属レコード会社はユニバーサルミュージック。所属事務所はWAKURABA inc.

## 人物
ポルトガルの人気オーディションテレビ番組で優勝経験があり、同国において2011年時点でソロ名義でアルバムを2枚リリースし、セトゥーバルでは1万5千人を前に歌ったこともあるプロフェッショナルである。
日本でも2011年4月22日からエステー「消臭力」「ぷくポン」のCMソングを歌い、これ以降も西川貴教（T.M.Revolution）、島谷ひとみ、さくらまやとその都度ユニットを組んで、「消臭力」のCMへの出演を続けていた。
2011年10月には東北新社と、日本国内における独占マネジメント契約を締結した。
2011年9月13日には日本で「消臭力のうた」の着うた、着うたフルの配信が始まった。2011年11月30日には日本国内で「消臭力のうた」、「翼をください」、「異邦人」、「マル・マル・モリ・モリ!」などを収録した全曲日本語の「東日本大震災後の日本を元気づける」をコンセプトにしたデビューアルバム『幸せソングス★初めまして、ミゲルです』が発売された。
毎年ユニークな広告を発表するとしまえんは、2012年度の夏の広告（プールの広告）にミゲルを起用。ミゲルの顔写真とともに「ミゲル、泳ゲル。」のキャッチコピーが添えられている。
2013年8月、消臭力のCMでおなじみのさくらまやと歌手ユニットMarMee（マーミー）を結成し、8月7日にCDデビューした。
家族は4人。父、母、ミゲル、妹。

## 作品

### アルバム
- "Eu quero aquela estrela" 2009年6月1日発売。 ASIN B003NN0I4O
- "Eu nasci para cantar" 2010年10月29日発売。 ASIN B004B38TAU
- 『しあわせソングス★はじめまして、ミゲルです』 2011年11月30日発売。 ASIN B005KLAAFE

## 出演

### CM
- 消臭力（エステー） - 『唄う男の子～ミゲル～』、『夢の共演』、『頑張らなくてもいいよ』、『泣きたいときは泣けばいい』、『歌う チカラ』、『チカラにかえてinリスボン』、『ミゲルの丘』篇
  - 2012年7月、『チカラにかえてinリスボン』及び『ミゲルの丘』篇のCM出演者三名（ミゲル、西川貴教（T.M.Revolution）、島谷ひとみ）によるユニットT.M.H.R結成。CMソング「チカラにかえて」を音楽配信開始[11][12]。
- つながるテレビSBS（SBSテレビ）[13]
- MEGA EGG（エネルギア・コミュニケーションズ）